# Soyuqbulaq (Cəlilabad)
Soyuqbulaq è un comune dell'Azerbaigian situato nel distretto di Cəlilabad.